# Parque nacional Monga
El Parque Nacional Monga se localiza a 230 km al suroeste de Sídney, Australia. A 90 km de la capital australiana Canberra. 
Monga muestra notables bosques de eucaliptos  de alta altitud y bosques lluviosos frescos.

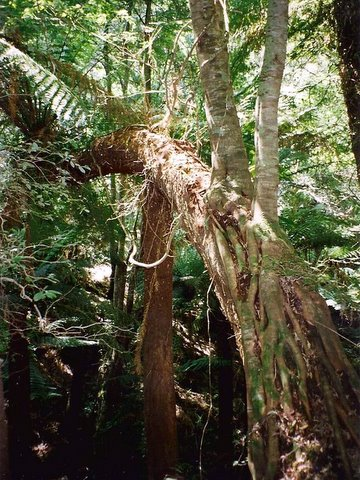
Palo Rosa creciendo como hemiepfita en un Árbol Helecho Suave en el Parque Nacional Monga
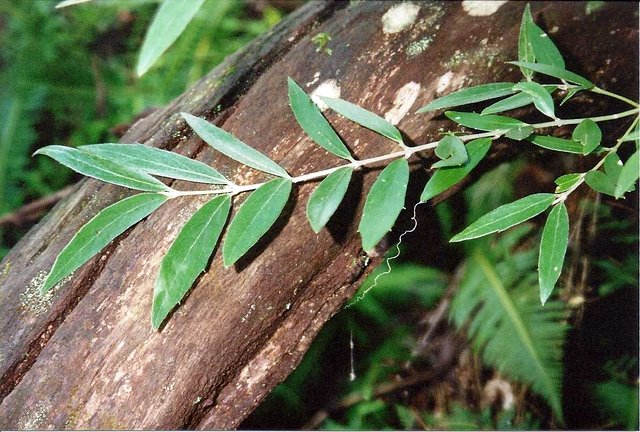
Sasafrás del sur en el Parque Nacional Monga. Una planta seldom vista en Nueva Gales del Sur
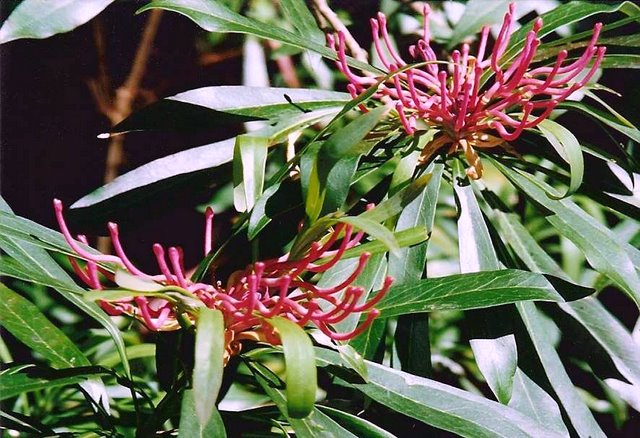
Waratah Monga en el Parque Nacional Monga